# Georg M. Fangauer
Georg Michael Fangauer OSFS (* 25. März 1887 in Egglfing (Köfering); † 26. August 1956 in Duncan, Oklahoma) war ein katholischer Ordensgeistlicher.

## Herkunft
Fangauer stammte aus einer kinderreichen christlichen Familie aus Egglfing im Landkreis Köfering. Seine Eltern waren Michael und Maria Fangauer (geb. Wankerl).
Von den 11 Kindern traten sechs in eine Ordensgemeinschaft ein:
- Bruder Barnabas Fangauer (* 1876 als Michael Fangauer), Klostergärtner in St. Ottilien
- Schwester Blasia Fangauer (1879–1960), Barmherzige Schwester des Hl. Vinzenz von Paul, Oberin im Jesuheim in Oberlochau, Bregenz
- Bruder Paschalis Fangauer (1882 als Johann Baptist Fangauer – 1950), Missionar und Märtyrer in Tokwon[1]
- Schwester Melissa Fangauer (1883–1957), Oberin im Blindenheim in Innsbruck und Zams
- Schwester Ermenfrieda Fangauer (1893–1977), Oberin im Kinderheim Waldsassen

## Wirken
Georg Fangauer studierte Philosophie und Theologie an der Universität in Wien und schloss mit dem Dr. der Philosophie und Theologie ab. Nach seiner Priesterweihe feierte er 1910 Primiz in seiner Heimatgemeinde Egglfing und war seither als Priester tätig. 1925 wurde Fangauer zum Provinzial der Oblaten des hl. Franz von Sales der österreichisch-süddeutschen Provinz ernannt. Dieses Amt hatte er bis 1937 inne. Während dieser Zeit baute Fangauer zusammen mit Pater Martin Hartmann in der Schweiz eine Provinz der Ordensgemeinschaft aus. Er erwarb 1933 ein Haus in Luzern, 1936 ein Studienhaus Düdingen bei Fribourg und 1937 den Großhof in Kriens bei Luzern, welcher fortan als Gründungszentrale diente.
Nach dem Invasion der Nazis in Österreich wanderte Fangauer 1938 zuerst nach St. Louis und 1939 schließlich nach Duncan (Oklahoma) aus, wo er als Pastor tätig war. Dort  baute er  1946 die „Sacred Heart School“. Wurden hier im ersten Jahr noch 28 Kindergartenkinder und 20 Erstklässler von zwei Lehrerinnen betreut, musste schon vier Jahre später die Schule aufgrund des enormen Schüleranstroms um eine Cafeteria, ein Auditorium und weitere Klassenzimmer erweitert werden sowie zwei weitere Lehrer angestellt werden. Weiterhin baute  Georg Fangauer die 1921 von Pater Garvey gegründete und 1924 aufgrund von Schülermangel geschlossene „St. Joan of Arc Catholic School“ wieder auf. Zudem gründete er ein Armenhaus, eine Gemeindehalle und ein Kloster und war ab 1952 als Professor für Moraltheologie und kanonisches Recht in Shawnee tätig.
Ihm zu Ehren wird auch heute noch das Father George Fangauer Council (Knights of Columbus) betrieben.
Fangauer starb am 26. August 1956 und wurde auf dem Duncan Municipal Cemetery beigesetzt.

## Schriften
- Georg Fangauer: Stilles Frauenheldentum oder Frauenpostolat in den ersten drei Jahrhunderten des Christentums, Aschendorffschen Verlagsbuchhandlung, Münster 1922.
- Jâozef Teodorowicz, Rudolph Kraus &  Georg M. Fangauer: Mystical phenomena in the life of Theresa Neumann, Herder Book co., St Louis and London, 1940.